# Hutton Roof (Eden)
Hutton Roof – osada w Anglii, w Kumbrii, w dystrykcie (unitary authority) Westmorland and Furness, w civil parish Mungrisdale. W 1931 roku civil parish liczyła 108 mieszkańców